# Peter Gilsfort
Peter Gilsfort, född 19 april 1958 i Beder-Malling, är en dansk skådespelare.

## Rollista i urval
- 1984 – Midt om natten
- 1993 – Svart höst
- 1994 – Riket (TV-serie)
- 1996 – Charlot och Charlotte (TV-serie)
- 1997 – Riket II (TV-serie)
- 1997–1998 – Taxa (TV-serie)
- 2001 – Et rigtigt menneske
- 2007 – Brottet (TV-serie)
- 2009 – Livvakterna (TV-serie)
- 2011 – Den som dräper (TV-serie)
- 2014 – 1864 (TV-serie)
- 2014–2017 – Badhotellet (TV-serie)